# 유장구 (전한)
유장구(劉長乆, ? ~ ?)는 전한 말기의 제후로, 하간헌왕의 후손이다.

## 행적
아버지 유황의 뒤를 이어 아무후(阿武侯)에 봉해졌으나, 전한이 멸망하여 작위가 박탈되었다.

## 출전
- 반고, 《한서》 권15상 왕자후표 上

| 전임 아버지 아무경후 유황 | 전한의 아무후 ? ~ 8년 | 후임 (전한 멸망) |